# Alexanderturm (Mainz)

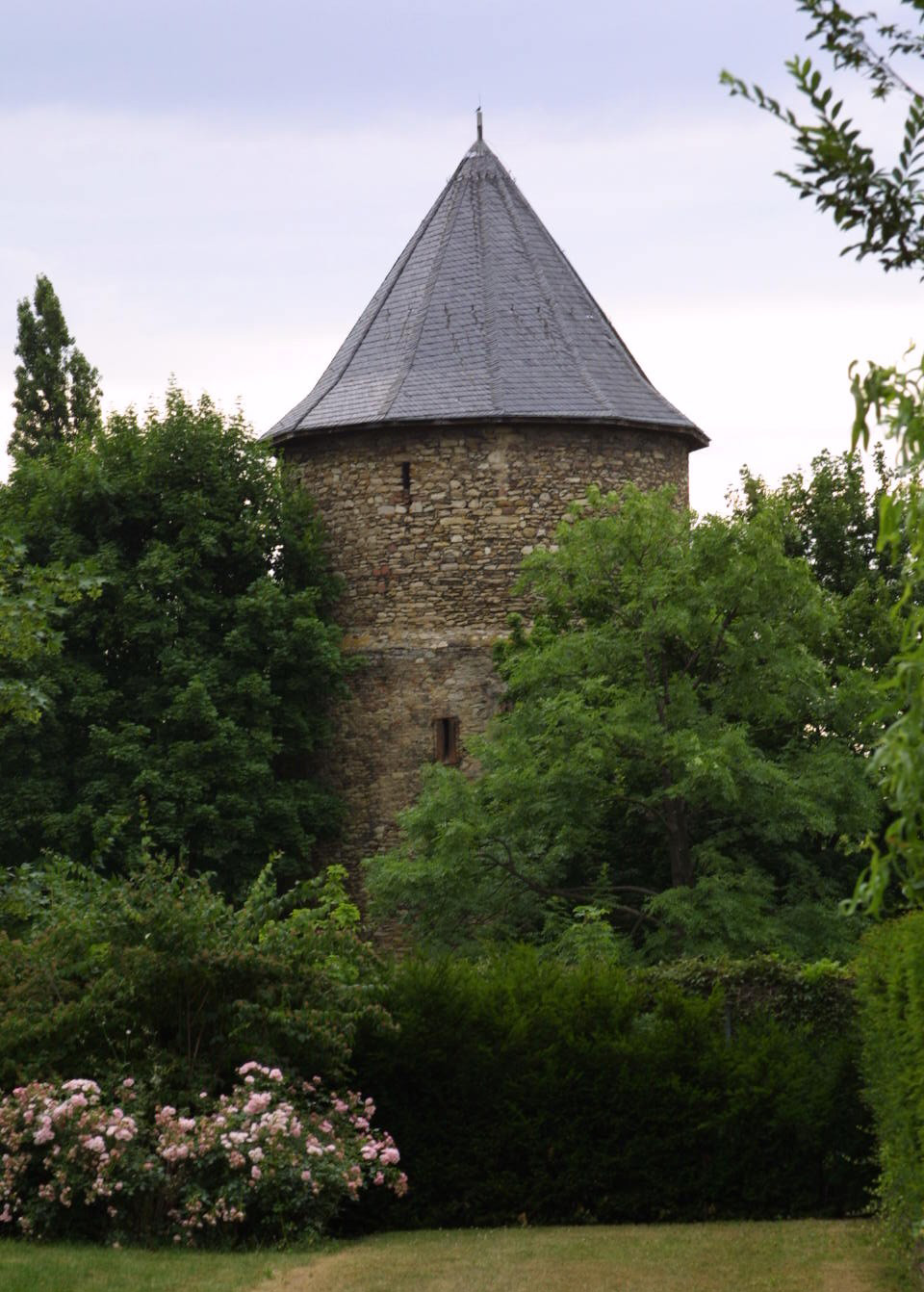
Der Mainzer Alexanderturm

Der Alexanderturm in Mainz ist ein spätmittelalterlicher Stadtturm aus dem 15. Jahrhundert. Der Alexanderturm steht auf dem Fundament eines Rundturms der römischen Stadtmauer aus dem 4. Jahrhundert. Zusammen mit dem Holzturm und dem Eisenturm ist er einer der drei heute noch existierenden Stadttürme der Mainzer Stadtmauer. Der Alexanderturm befindet sich heute auf dem privaten Gelände der Kupferberg-Sektkellerei auf dem Kästrich in Mainz und ist nicht öffentlich zugänglich.

## Die Mainzer Stadtbefestigung
Mainz hatte als Provinzhauptstadt Mogontiacum bereits seit spätrömischer Zeit eine eigene Stadtbefestigung mit Mauer, Türmen und Stadttoren. Kurz vor dem Fall des Limes 259/260 wurde der erste Mauerring um die Stadt errichtet. Nicht lange nach 350 wurde die Stadtmauer des spätantiken Mogontiacum im Zuge der Aufgabe des Legionslagers deutlich verkürzt und unter Verwendung älteren Baumaterials (Spolien) ausgebaut und verstärkt. In dieser Bauphase entstand auch der römische Vorgängerturm des Alexanderturms. Der Alexanderturm stand damals an der Nordwestecke des umschlossenen Stadtgebiets, ab hier bog die Stadtmauer wieder Richtung Rhein ab. Nach dem Abzug der Römer kam es vor allem in merowingischer und karolingischer Zeit zu Ausbesserungsarbeiten an der römischen Stadtmauer. Es entstand die in der Mainzer Stadtarchäologie als „römisch-karolingisch“ bezeichnete Stadtmauer.
Die Kontinuität der frühmittelalterlichen Stadtbefestigung wurde aber 1160 drastisch unterbrochen. Nachdem Mainzer Bürger nach langanhaltendem Streit mit ihrem Erzbischof Arnold von Selenhofen (und dem staufischen Kaiser Friedrich I. Barbarossa) diesen erschlugen, verhängte Kaiser Friedrich I. 1163 zur Strafe die Reichsacht über die Stadt. Ihre Stadtmauer mitsamt den Stadttürmen wurde geschleift (nach einigen Historikern beschränkte man sich dabei allerdings auf die Zerstörung der Tortürme).
Da die Stadt Mainz ein wichtiger politischer und strategischer Verbündeter im Kampf der Staufer gegen die Welfen um die Vorherrschaft in Deutschland war, wurde bereits um 1190/1200 die Erlaubnis zum Neuaufbau einer Stadtbefestigung erteilt.

## Mittelalter und in der Neuzeit
Wie auch die römische Stadtmauer wurde der römische Vorgängerturm immer wieder erneuert und instand gesetzt. In der heute erhaltenen Form entstand der Alexanderturm im 15. Jahrhundert. Im Mittelalter wurde er „Runder Windmühlenturm“ genannt, im 18. und 19. Jahrhundert auch „Pulverturm“ da in ihm Pulver der Mainzer Garnison lagerte. Der heute gebräuchliche Name Alexanderturm entstand nach 1860 als in direkter Nachbarschaft bei der Alexanderschanze die Alexander-Kaserne errichtet wurde. Ende des 19. Jahrhunderts wurde der Alexanderturm als Wasserturm genutzt und wird Ende der 1920er Jahre als dachlos beschrieben.
Heute steht der Alexanderturm im Park der Kupferberg-Sektkellerei auf dem Mainzer Kästrich und ist nicht frei zugänglich.

## Architekturstil und Bauphasen
Bei dem Alexanderturm handelt es sich um einen rundgemauerten Turm mit Spitzdach. Die runde Bauweise wurde wahrscheinlich von der in der Römerzeit vorkommenden Bauweise solcher Stadttürme übernommen, die sich dann auf die dem römischen Turm nachfolgenden Bauphasen übertrug. Durch die Bauweise und die weitgehende Schmucklosigkeit hebt sich der Alexanderturm von dem deutlich später entstandenen quadratischen Holz- und Eisenturm ab. Aufgrund der Nutzung als mittelalterlicher Wachturm weist er in halber Höhe eine in das Mauerwerk gebrochene Tür sowie kleine, schießschartenähnliche Öffnungen auf.